# Siphona hurdi
Siphona hurdi är en tvåvingeart som först beskrevs av Henry J. Reinhard 1959.  Siphona hurdi ingår i släktet Siphona och familjen parasitflugor.
Artens utbredningsområde är Kalifornien. Inga underarter finns listade i Catalogue of Life.